# Astra International
Astra International est une holding indonésienne présente dans l'automobile, la finance, l'industrie ou la distribution.